# 卡爾多山

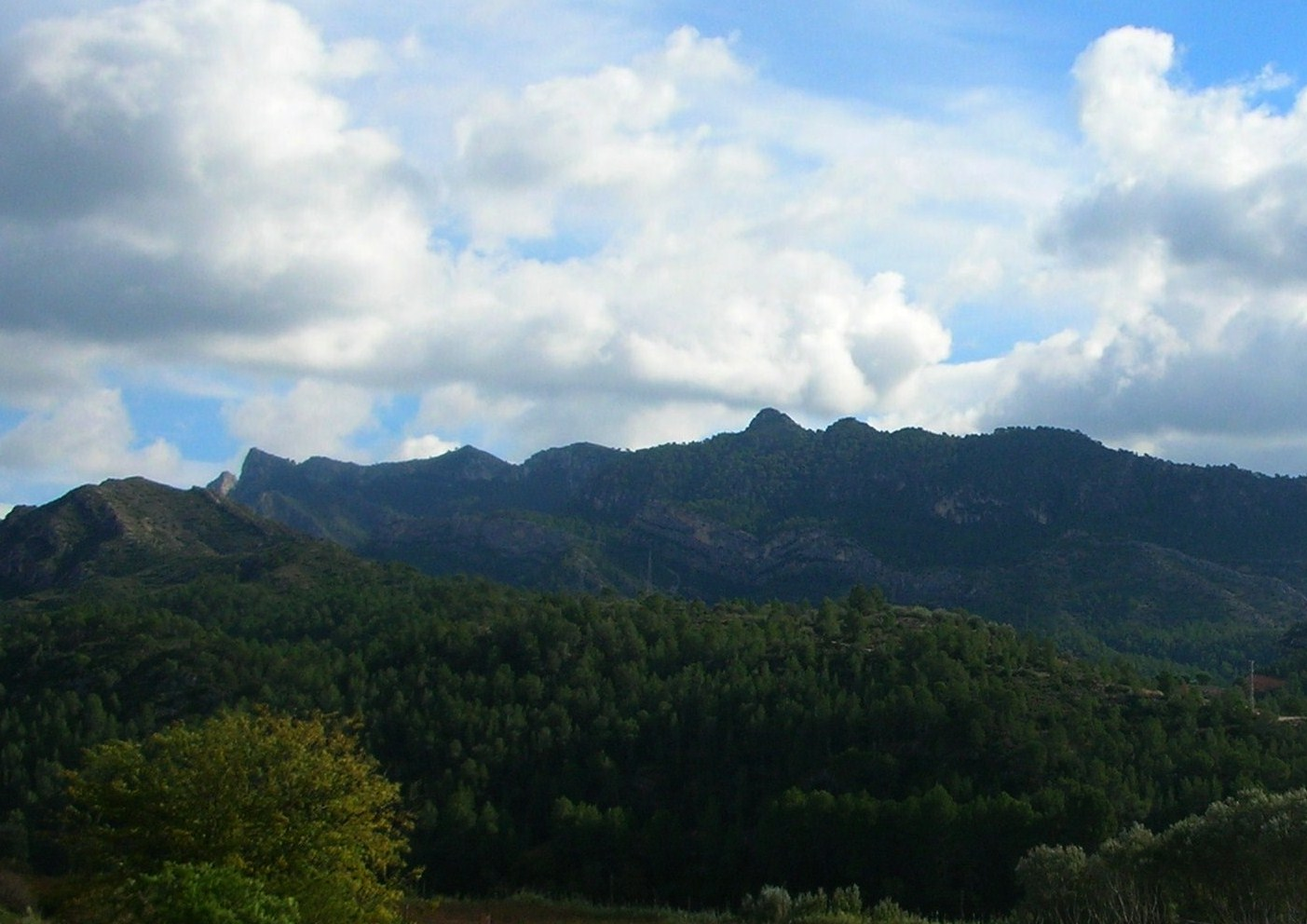

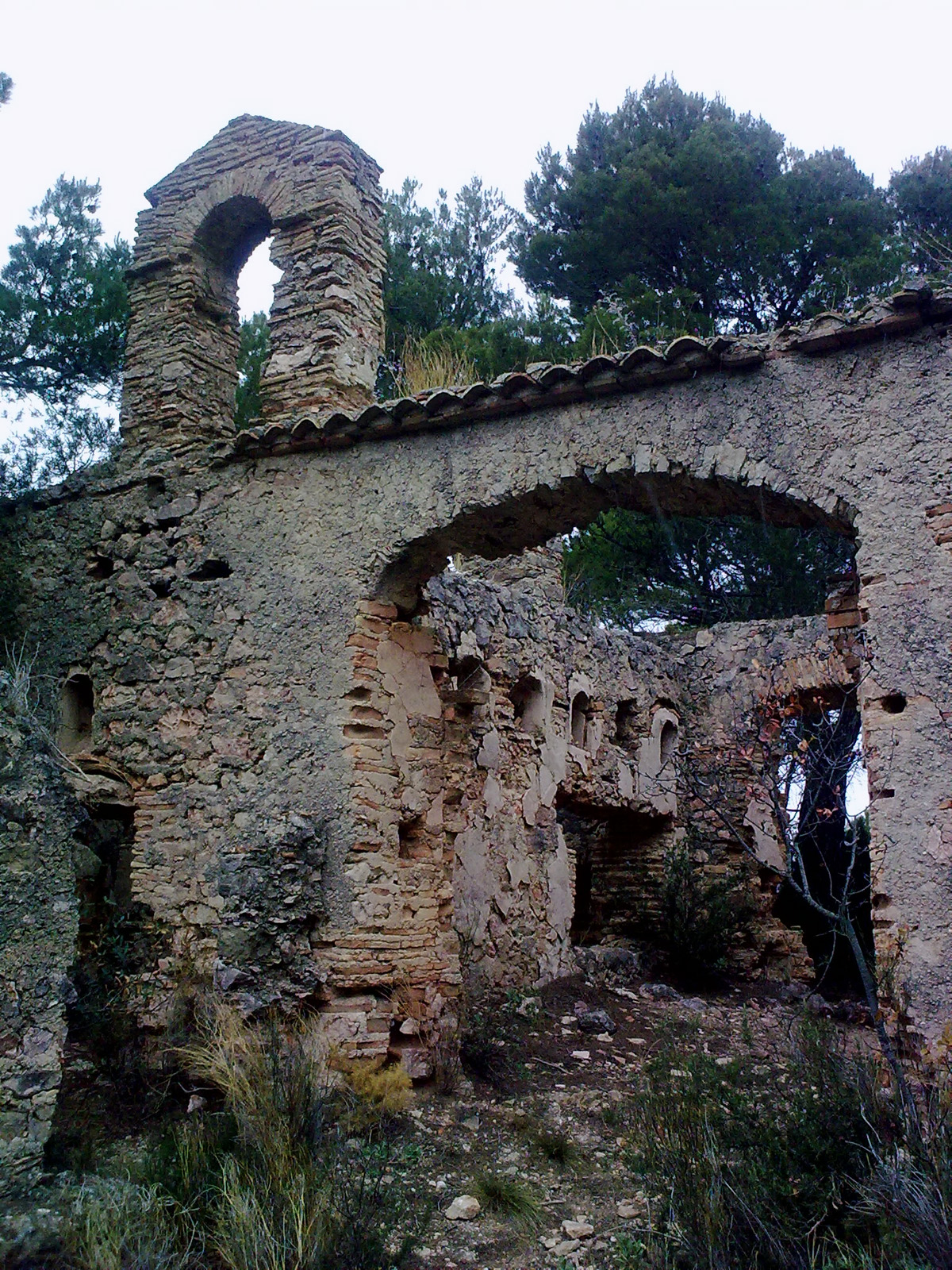

40°54′2″N 0°35′36″E / 40.90056°N 0.59333°E
卡爾多山，是西班牙的山峰，位於該國東北部加泰羅尼亞，處於埃布羅河左岸，屬於加泰羅尼亞前海岸山脈的一部分，面積340平方公里。